# Гринвил (Пенсилванија)
Гринвил (енгл. Greenville) град је у америчкој савезној држави Пенсилванија.

## Демографија
По попису из 2010. године број становника је 5.919, што је 461 (-7,2%) становника мање него 2000. године.
| Група             | 2000.         | 2010.         |
| Белци             | 6.130 (96,1%) | 5.572 (94,1%) |
| Афроамериканци    | 113 (1,8%)    | 101 (1,7%)    |
| Азијати           | 52 (0,8%)     | 86 (1,5%)     |
| Хиспаноамериканци | 31 (0,5%)     | 87 (1,5%)     |
| Укупно            | 6.380         | 5.919         |